# Валя-Салчієй (Бузеу)
Валя-Салчієй (рум. Valea Salciei) — село у повіті Бузеу в Румунії. Адміністративний центр комуни Валя-Салчієй.
Село розташоване на відстані 130 км на північний схід від Бухареста, 38 км на північ від Бузеу, 94 км на захід від Галаца, 96 км на схід від Брашова.

## Населення
За даними перепису населення 2002 року у селі проживали 402 особи, усі — румуни. Усі жителі села рідною мовою назвали румунську.